# Дівчина з води
Дівчина з води (англ. Lady in the Water) — фантастичний фільм 2006 року.

## Сюжет
Німфи мешкають не тільки в казках. Комендант приватного особняка виявив прекрасну німфу рідкісного виду в басейні біля будинку. Перелякана казкова істота, яка незрозумілим чином опинилося в чужому світі, потребує допомоги і захисту. Між людиною і німфою розгортаються дуже зворушливі і незвичайні стосунки.

## Актори
- Пол Джаматті — Клівленд Гіп
- Брайс Даллас Говард — Сторі
- Боб Балабан — Гаррі Фарбер
- Джеффрі Райт — пан Д'юрі
- Саріта Чоудрі — Анни Ран
- Сінді Ченг — Янг-Сун Чой
- Фредді Родрігес — Реджі
- Білл Ірвін — пан Лідс
- Джаред Гарріс — Бородатий курець
- Мері Бет Герт — пані Белл
- Джозеф Райтман — Довговолосий курець
- Това Фелдшу — пані Бубчик
- М. Найт Ш'ямалан — Вік Ран
- Ноа Грей-Кебі — Джої Д'юрі
- Джун Кіото Лу — пані Чой